# Pont des Cieutats
Le pont des Cieutat, ou Pont-Vieux, est l'un des trois ponts permettant le franchissement du Lot à Villeneuve-sur-Lot, dans le département français de Lot-et-Garonne. C'est un pont en arc composé de deux petites arches et d'une grande arche d'une portée de 36 mètres.
Le nom du pont vient du maire, Nicolas de Cieutat, baron de Pujols et Tombebouc, et de son fils, Arnaud, qui défendirent Villeneuve-sur-Lot en 1585 contre la reine Margot qui avait pris le parti de la Ligue et était venue conquérir la ville.

## Historique
En 1279, le traité d'Amiens signé entre Philippe le Hardi et Édouard Ier d'Angleterre confirma la cession de l'Agenais au roi d'Angleterre prévue dans le traité de Paris de 1259.
Pour faire accepter cette modification de souveraineté, le roi d'Angleterre accepte des travaux utiles. Le sénéchal représentant Édouard Ier accepte la demande des habitants de Villeneuve d'Agenais de construire un pont.

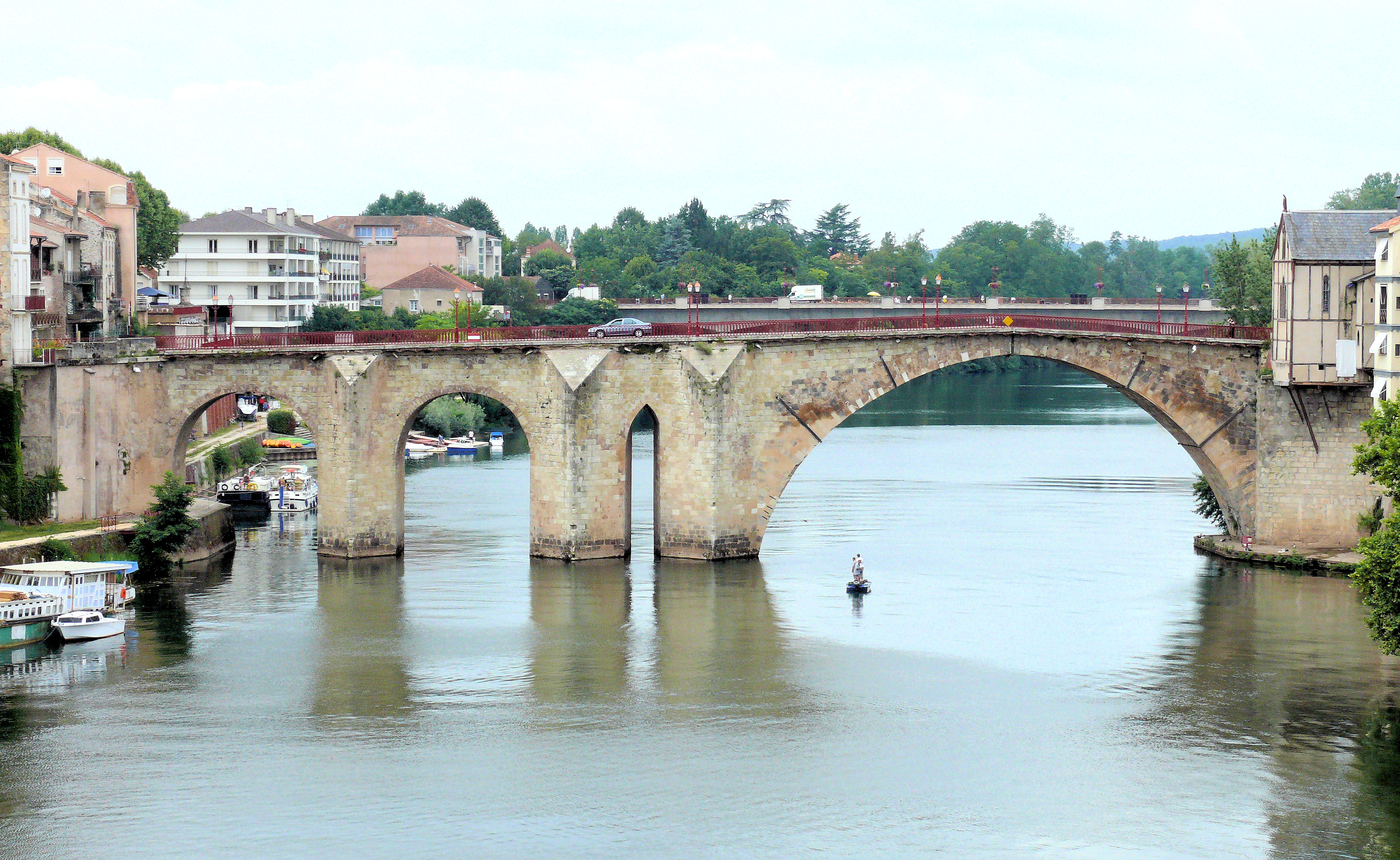
Aspect des arches.

La construction du pont débute en 1282 sous la direction d'ingénieurs anglais. Ce sont les Anglais qui ont décidé sa construction pour pouvoir contrôler la navigation sur le Lot. Elle s'est terminée en 1289. Le pont comporte alors 5 arches surmontées de 3 tours. 
À la suite d'une crue, en 1600, les deux arches en rive droite s'effondrent, ainsi que la chapelle, le 18 février 1600. On décide alors de remplacer ces deux arches septentrionales par une grande arche unique de 35,30 m d'ouverture.
En 1601, les responsables de Villeneuve décident de consulter Louis de Foix, ingénieur du roi, à Bordeaux pour lui demander d'évaluer et les devis des travaux. Louis de Foix recommanda de faire une nouvelle enquête confiée à deux maîtres maçons et deux maîtres charpentiers de Bordeaux. Les deux maîtres maçons consultés sont Pierre Ardouin et Louis Couthereau qui ont travaillé sur le phare de Cordouan. Le financement sera payé en prélevant une partie de l'impôt sur le sel, mais les travaux vont avancer lentement. Domenge de La Porterie, de Marmande, fait les travaux de reprise des fondations. Une première levée de fonds est faite en 1610. 
Une visite des travaux est faite en 1613 par François Beuscher, maître des fortifications du roi en Guyenne.
Après des dégâts, en 1618, les travaux de réparation seront confiés à Claude Maillet, architecte bordelais.
Le pont restauré est inauguré en 1643.
Le pont est élargi en 1876, après suppression des parapets, par les entrepreneurs d'Agen, Targes et Cie, sur les plans de l'ingénieur Rey Pailhade.
Le pont a été inscrit au titre des monuments historiques en 1951,.